# Sven Maister
Sven August Maister Svensson, född 11 december 1892 i Brännkyrka församling, Stockholms län, död 17 november 1962 i Katarina församling Stockholm, var en svensk skådespelare och köpman.

## Filmografi (urval)
- 1929 – Säg det i toner
- 1931 – Trötte Teodor

## Teater

### Roller
| År   | Roll                    | Produktion                                  | Regi          | Teater                  |
| ---- | ----------------------- | ------------------------------------------- | ------------- | ----------------------- |
| 1922 | Karl Ludvig von Cocceji | Kungens dansös Leo Stein och Rudolf Presber | Olof Hillberg | Olof Hillbergs sällskap |
| 1927 | Mölfes, gesäll          | Skräddar Wibbel Hans Müller-Schlösser       | Sigurd Wallén | Folkteatern             |
| 1928 | Charlie                 | Yon Yonson Algot Sandberg                   | Ernst Fastbom | Folkets hus teater      |
| 1928 | Alexander               | Spindeln Fulton Oursler och Lowell Brentano |               | Södra Teatern           |